# Bruno Domyou Noubi
 (décembre 2021).
Bruno Alkis Domyou Noubi est une entrepreneur camerounais. Il est actif dans la production d'appareils électroménagers.

## Biographie

### Enfance, éducation et débuts
Il est un des enfants de Noubi, entrepreneur camerounais des années 1980.

### Carrière
Il dirige la Socamec, une entreprise basée à Kribi et qui produit des réfrigérateurs et climatiseurs,.  Il est présent dans l’informatique, les télécommunications, la distribution et le textile et l'investissement avec Fedah Capital Investments, une société de prise de participations, créée à Abidjan avec, notamment, de Patrice Yantho.